# Srednji Kot
Srednji Kot (nemško Zell-Mitterwinkel) je naselje v Občini Sele v Okraju Celovec-dežela na Koroškem v Avstriji.